# Paton-Brücke
Die Paton-Brücke (ukrainisch Міст Патона/Mist Patona) ist eine  1543 m lange und 21 m breite Straßenbrücke über den Dnepr im Süden des Zentrums der ukrainischen Hauptstadt Kiew. Sie ist nach dem sowjetischen Brückenbauingenieur und Designer der Brücke, Jewgeni Oskarowitsch Paton, benannt.
Die Installation der geschweißten Stahlbrücke begann im Juni 1941 und wurde durch den Zweiten Weltkrieg für zwei Jahre unterbrochen.
Die Brücke wurde am 5. November 1953, vier Monate nach dem Tod von Jewgeni Paton, eröffnet und war damit die weltweit erste geschweißte Balkenbrücke.
Beteiligte Ingenieure waren W. Kyrijenko, I. Marakin, W. Nowykow, W. Trufjakow und O. Schumyzkyj und die Architekten waren  W. Ladnyj, B. Pryjmak und I. Fokitschewa.
Über die Brücke verläuft die Europastraße 95 vom Druschby-Narodiw-Boulevard (Дружби Народів бульвар) auf dem Westufer des Dnepr im Rajon Petschersk über den Süden der Wenezianskyj-Insel bis zum Sobornosti-Prospekt auf dem Ostufer des Dnepr im Rajon Dnipro der Stadt Kiew.

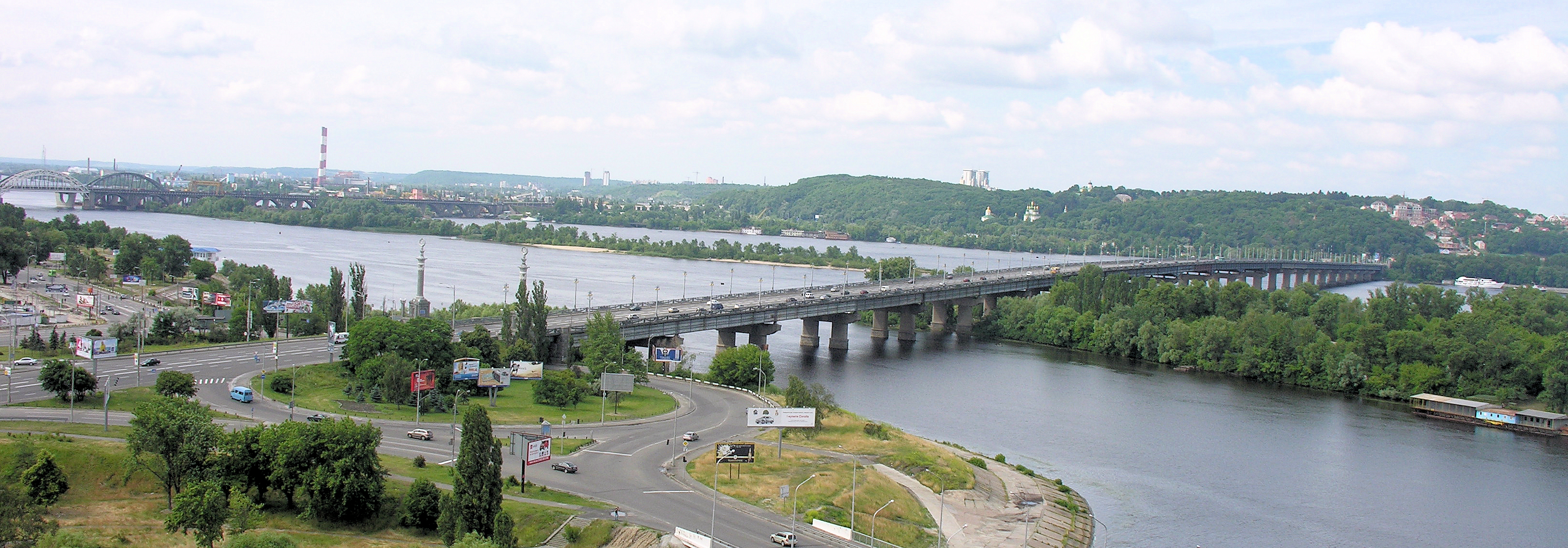
Zufahrt vom Ostufer des Dnepr
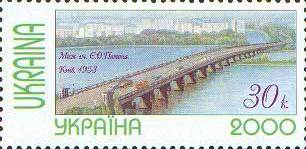
Die Brücke auf einer ukrainischen Briefmarke von 2000
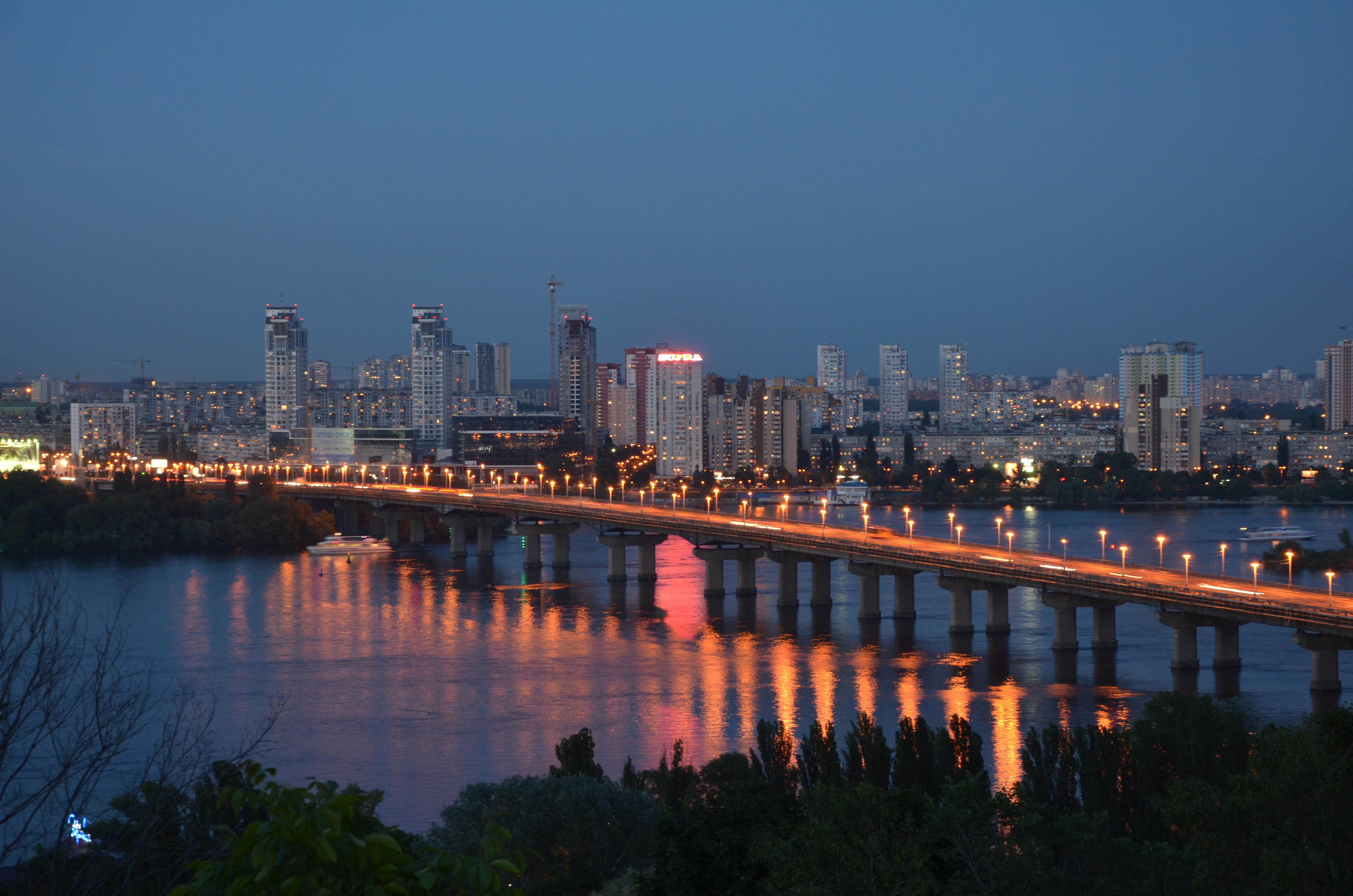
Die beleuchtete Brücke 2013
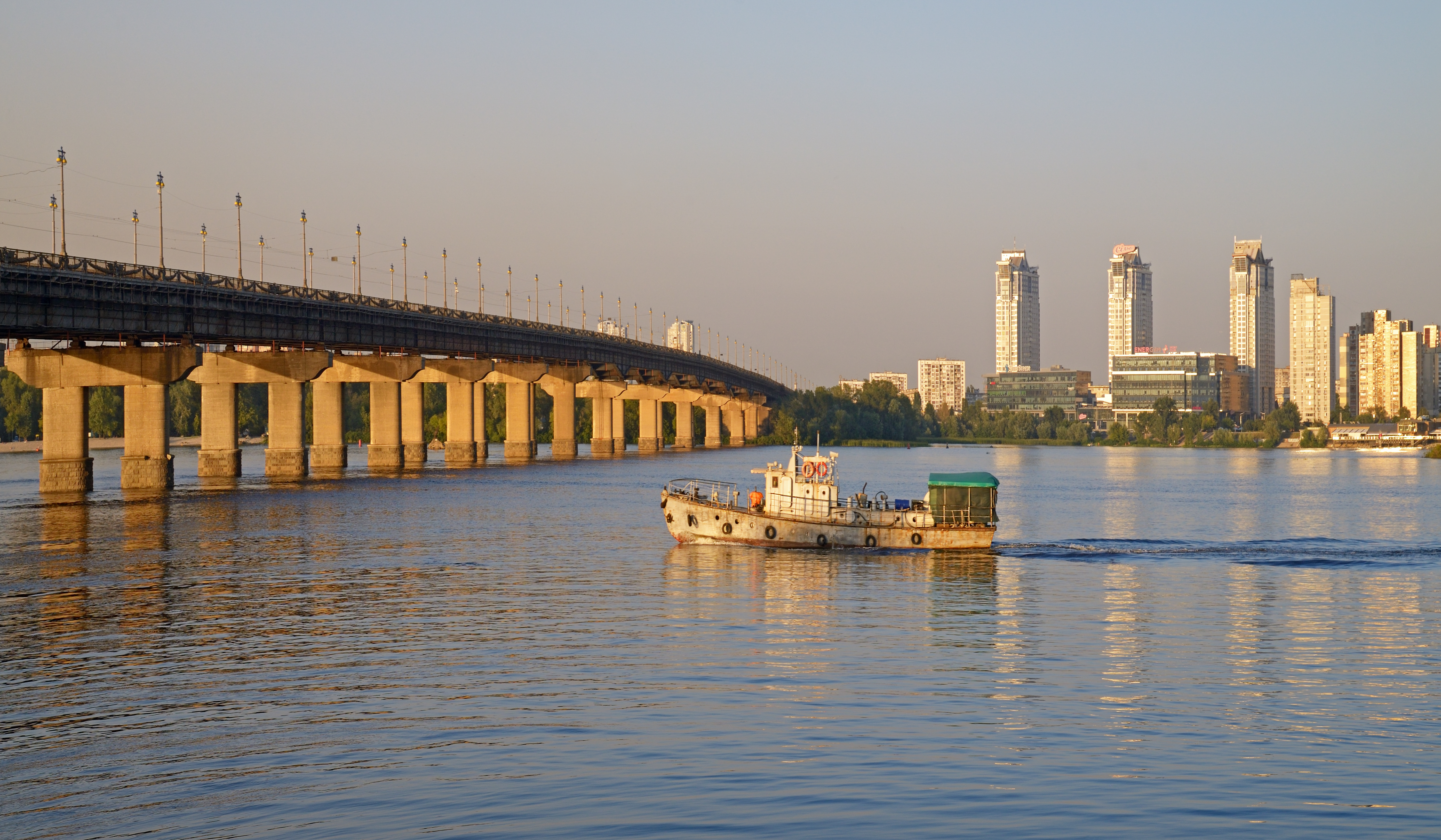
Die Brücke bei Sonnenuntergang